# Brněnská vrchovina
Brněnská vrchovina je geomorfologická oblast na střední a jižní Moravě. Leží především severně, zčásti západně a jihozápadně od Brna. Je to soustava vrchovin, pahorkatin a brázd z vyvřelin brněnského masivu, dále devonských, spodnokarbonských a permokarbonských sedimentů, ve sníženinách též s miocenními uloženinami.
Patří pod Česko-moravskou subprovincii. Dělí se na 3 celky, z nichž turisticky nejpřitažlivější je Drahanská vrchovina, ve které leží Moravský kras. Dalšími celky jsou Bobravská vrchovina a Boskovická brázda. Nejvyšším vrcholem Brněnské vrchoviny jsou Skalky (735 m n. m.).